# 10 f.Kr.
| 10 f.Kr.           |
| ------------------ |
| Dødsfald - Fødsler |
|                    |

## Født
- 1. august – Kejser Claudius
- Kong Herodes Agrippa
- Domitia Lepida, datter af Lucius Domitius Ahenobarbus og Antonia Major
- Ptolemaios af Mauretanien søn af Cleopatra Selene 2. og Juba 2. af Numidien